# 沙小刺眼鳅
沙小刺眼鳅，又稱沙花鰍，（学名：Acantopsis arenae）为輻鰭魚綱鯉形目鳅科小刺眼鳅属的鱼类，分布于亞洲中國珠江水系及越南北部等淡水流域，體長可達5.2公分。该物种的模式产地在广东惠阳。

## 扩展阅读
維基物種上的相關：沙花鳅